# Liste des maires de Watigny
Pour un article plus général, voir Watigny.
La Liste des maires de Watigny regroupe les noms des maires de la commune de Watigny avec leur date de prise de fonction ainsi que les dates de fin de fonctions des maires.

## Liste des maires
| Période                                  | Période   | Identité                       | Étiquette | Qualité |
| ---------------------------------------- | --------- | ------------------------------ | --------- | ------- |
| mars 2008                                |           | Régis Meurice                  |           |         |
| 2007                                     | mars 2008 | Jean Mathis                    |           |         |
| 1995                                     | 2006      | Émile Bruyerre                 |           |         |
| 1977                                     | 1995      | Aimé Tourolle                  |           |         |
| 1965                                     | 1977      | Jean Savart                    |           |         |
| 1959                                     | 1965      | Pierre Languille               |           |         |
| 1953                                     | 1959      | Jules Destame                  |           |         |
| 1946                                     | 1953      | Raymond Loriette               |           |         |
| 1945                                     | 1946      | Gaston Meurice                 |           |         |
| 1935                                     | 1945      | Louis Languille                |           |         |
| 1931                                     | 1935      | Jules Destame                  |           |         |
| 1929                                     | 1931      | Jean-Baptiste Denoncin         |           |         |
| 1925                                     | 1929      | Augustin Lienard               |           |         |
| 1917                                     | 1925      | Pierre Lefevre de la Cloperie  |           |         |
| 1896                                     | 1917      | Louis Destame                  |           |         |
| 1892                                     | 1896      | Auguste Brugnon                |           |         |
| 1891                                     | 1892      | Ernest Cuvillier               |           |         |
| 1888                                     | 1891      | Auguste Dufrenois              |           |         |
| 1884                                     | 1888      | Jules Lefevre                  |           |         |
| 1872                                     | 1881      | Ernest Cuvillier               |           |         |
| 1871                                     | 1872      | Louis Tellier                  |           |         |
| 1832                                     | 1871      | Charles Lefevre de la Cloperie |           |         |
| 1823                                     | 1832      | Noël Despret de Sailly         |           |         |
| 1816                                     | 1823      | Antoine Lefevre                |           |         |
| 1801                                     | 1816      | Noël Despret de Sailly         |           |         |
| Les données manquantes sont à compléter. |           |                                |           |         |

## Compléments